# Memoriał Alfreda Smoczyka 2006

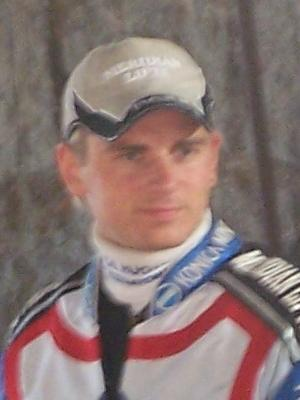
Hans Niklas Andersen - zwycięzca Memoriału w 2006

LVI Memoriał Alfreda Smoczyka odbył się 7 października 2006. Zwyciężył Hans Niklas Andersen.

## Wyniki
- 7 października 2006 (sobota), Stadion im. Alfreda Smoczyka (Leszno)
- NCD: Hans Niklas Andersen - 64,30 sek. w 22 wyścigu

| Msc. | Zawodnik                        | Kraj                  | Pkt    |                  |  |
| ---- | ------------------------------- | --------------------- | ------ | ---------------- |  |
| 1    | (6) Hans Niklas Andersen        | WTS Wrocław           | 11+3+3 | (3,0,3,3,2) +3+3 |  |
| 2    | (13) Krzysztof Kasprzak         | Unia Leszno           | 12+2   | (3,0,3,3,3) +2   |  |
| 3    | (5) Damian Baliński             | Unia Leszno           | 13+1   | (2,3,3,3,2) +1   |  |
| 4    | (10) Jarosław Hampel            | WTS Wrocław           | 9+2+0  | (3,3,d,u,3) +2+0 |  |
| 5    | (1) Rafał Dobrucki              | Unia Leszno           | 11+1   | (3,1,2,3,2) +1   |  |
| 6    | (14) Grzegorz Walasek           | ZKŻ Zielona Góra      | 10+0   | (2,1,3,1,3) +0   |  |
| 7    | (9) Norbert Kościuch            | Unia Leszno           | 9      | (1,2,2,1,3)      |  |
| 8    | (12) Adam Skórnicki             | PSŻ Poznań            | 9      | (2,2,2,2,1)      |  |
| 9    | (16) Paweł Hlib                 | Unia Tarnów           | 8      | (0,3,1,2,2)      |  |
| 10   | (3) Sebastian Ułamek            | Włókniarz Częstochowa | 6      | (2,3,1,d,d)      |  |
| 11   | (2) Nicolai Klindt              | WTS Wrocław           | 6      | (d,2,1,2,1)      |  |
| 12   | (15) Łukasz Jankowski           | Start Gniezno         | 5      | (1,2,0,2,0)      |  |
| 13   | (4) Sebastian Aldén             | Start Gniezno         | 5      | (1,1,2,0,1)      |  |
| 14   | (11) Tomas H. Jonasson          | Stal Gorzów Wlkp.     | 2      | (0,1,0,1,0)      |  |
| 15   | (7) Adam Kajoch                 | Unia Leszno           | 2      | (1,d,1,0,0)      |  |
| 16   | (8) Patrick Hougaard            | Unia Leszno           | 1      | (0,0,0,0,1)      |  |
|      | rez. Damian Baliński (ur. 1989) | Unia Leszno           | ns     |                  |  |

Bieg po biegu
1. (67,20) Dobrucki, Ułamek, Aldén, Klindt (d3)
2. (66,90) Andersen, Baliński I, Kajoch, Hougård
3. (67,10) Hampel, Skórnicki, Kościuch, Jonasson
4. (66,90) Kasprzak, Walasek, Jankowski, Hlib
5. (65,70) Baliński I, Kościuch, Dobrucki, Kasprzak
6. (65,00) Hampel, Klindt, Walasek, Andersen
7. (65,40) Ułamek, Jankowski, Jonasson, Kajoch (d4)
8. (65,50) Hlib, Skórnicki, Aldén, Hougård
9. (65,10) Andersen, Dobrucki, Hlib, Jonasson
10. (65,90) Baliński I, Skórnicki, Klindt, Jankowski
11. (65,60) Walasek, Kościuch, Ułamek, Hougård
12. (65,50) Kasprzak, Aldén, Kajoch, Hampel (d2)
13. (65,60) Dobrucki, Skórnicki, Walasek, Kajoch
14. (65,30) Kasprzak, Klindt, Jonasson, Hougård
15. (65,30) Baliński I, Hlib, Ułamek (d1), Hampel (u2)
16. (65,20) Andersen, Jankowski, Kościuch, Aldén
17. (65,70) Hampel, Dobrucki, Hougård, Jankowski
18. (66,60) Kościuch, Hlib, Klindt, Kajoch
19. (65,70) Kasprzak, Andersen, Skórnicki, Ułamek (d/st)
20. (65,40) Walasek, Baliński I, Aldén, Jonasson
Półfinał z udziałem zawodników z miejsc 3-6 po rundzie zasadniczej:
21. (64,70) Andersen, Hampel, Dobrucki, Walasek
Finał z udziełem dwójki najlepszych zawodników po rundzie zasadniczej i dwójki najlepszych z półfinału:
22. (64,30) Andersen, Kasprzak, Baliński I, Hampel